# Eburia mutica
Eburia mutica es una especie de escarabajo longicornio del género Eburia, subfamilia Cerambycinae. Fue descrita científicamente por LeConte en 1853.
Se distribuye por México y los Estados Unidos. Mide 10,5-21 milímetros de longitud. El período de vuelo ocurre en los meses de marzo, abril, mayo, junio, julio, agosto, septiembre y octubre.